# Yaoi
Ne doit pas être confondu avec Yayoi (homonymie).

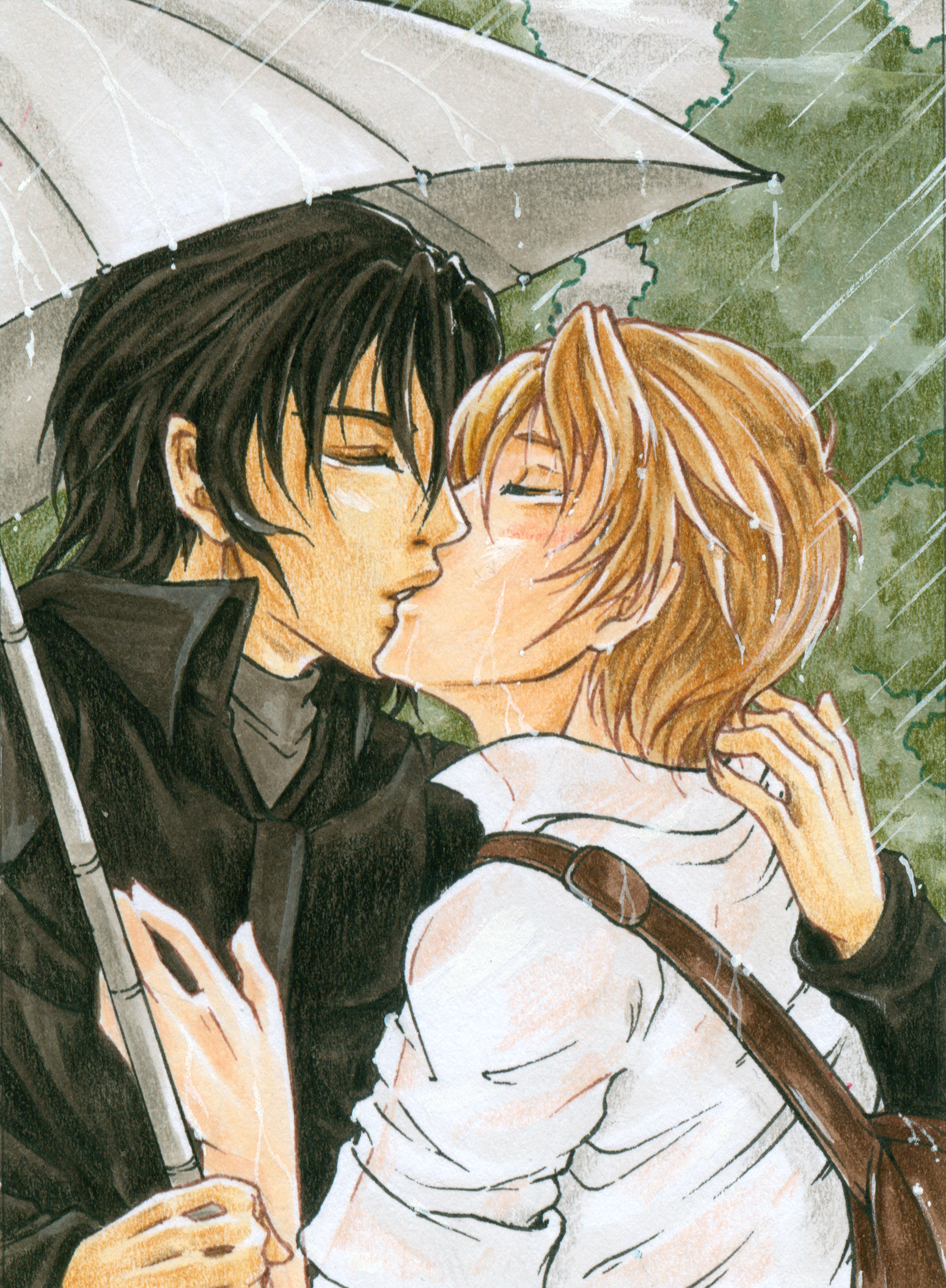
Deux bishōnen qui s'embrassent, situation typique dans une œuvre yaoi.

Le yaoi (やおい), aussi appelé boys' love (BL), est dans la culture populaire japonaise un genre d'œuvres de fiction centré sur les relations sentimentales et/ou sexuelles entre personnages masculins. Le genre du yaoi concerne essentiellement la littérature ainsi que le monde du manga et de l’anime, mais se retrouve aussi à plus petite échelle dans le cadre des jeux vidéo, de la télévision et du cinéma, ainsi que d'autres types de supports. L'équivalent féminin du yaoi est le yuri.
Bien que centré sur les relations homosexuelles masculines, le yaoi est un genre qui est principalement supposément destiné au public féminin. Il cohabite avec le men's love, un autre genre qui traite de l'homosexualité masculine, cette fois destiné à un public gay. Ces deux genres, bien que possédant des différences thématiques et stylistiques, possèdent aussi des points communs et s'inter-alimentent. La frontière entre les deux est donc parfois poreuse, et il arrive que les deux genres soient confondus. Le public est aussi partiellement partagé, avec des hommes gays qui lisent du yaoi et des femmes qui lisent du men's love.
Le yaoi est réputé pour sa forte communauté amateur dans les cercles dōjinshi. Ces productions amateurs peuvent être des créations originales ou bien des parodies d'œuvres ou de personnes existantes. Là encore la littérature et les mangas forment la majeure partie des créations yaoi amateurs.
Des œuvres de type yaoi ou approchant sont apparues tout au long du XXe siècle, mais il ne s'établit comme genre à part entière qu'au cours des années 1970 au sein des shōjo manga. Au fil des décennies qui suivent le genre se diversifie, et bien que toujours fortement lié aux démographies féminines, il touche un public de plus en plus large et diversifié en termes de sexes, de genres et de sexualités. Depuis les années 2000, la production tant professionnelle qu'amateur de yaoi s'est globalisée à l'international, se mêlant à la pratique occidentale du slash.

## Définitions
Au cours de l'histoire, différents termes ont été utilisés pour désigner tout ou partie du genre ainsi que ses sous-genres. Les universitaires spécialistes en manga Mark McLelland et James Welker considèrent qu'il y a eu quatre principaux termes historiques, qu'ils définissent ainsi :
Shōnen'ai (少年愛)
Ce terme a été largement utilisé pendant les années 1970 et 1980 pour désigner les shōjo manga mettant en scène l'homosexualité masculine. Aujourd'hui il est parfois utilisé rétroactivement afin de désigner les œuvres yaoi de cette époque, mais dans le discours japonais actuel le terme a repris son sens premier, où il désigne la pédérastie.
JUNE
Ce terme est dérivé d'un magazine yaoi éponyme qui était publié de la fin des années 1970 au milieu des années 1990, et a été utilisé pour nommer le type de mangas publié dans ce magazine. Il a aussi été utilisé pour désigner des créations yaoi amateurs, essentiellement les créations originales et non les parodies.
Yaoi (やおい)
Est un acronyme pour yama nashi, ochi nashi, imi nashi qui peut se traduire par « pas de climax [dans la narration], pas de chute [au récit], pas de sens [à l'histoire] ». Ce nom auto-dérisoire est établi en 1979 et a été diffusé par un cercle dōjinshi influent. Il s'est popularisé au cours des années 1980 et désigne depuis les créations amateurs du genre, mais est aussi parfois utilisé comme terme-parapluie pour désigner l'ensemble des créations amateurs et professionnelles.
Boys' love (ボーイズラブ)
Généralement écrit en katakana ou par son acronyme « BL ». Ce terme apparaît au début des années 1990 pour désigner les productions yaoi professionnelles, mais est aussi utilisé comme terme-parapluie pour désigner l'ensemble de la production amateur et professionnelle.
Ces termes représentent des concepts qui se chevauchent les uns les autres, il n'y a pas de frontière exacte entre chacun d'eux. De plus en Occident le sens de ces termes a tendance à changer en fonction des pays, notamment le terme shōnen'ai est souvent utilisé en Occident pour désigner les amours suggérées ou platoniques.
D'autres termes sont régulièrement utilisés dans la culture yaoi, sans toutefois être limités à cette dernière. Par exemple : tanbi (耽美, « esthète » ou « esthétique »), aniparo (アニパロ, contraction de « anime parody »), sōsaku (創作, création originale), niji sōsaku (二次創作, création dérivée) et sanji sōsaku (三次創作, création dérivée d'une création dérivée).

## Concepts et thématiques

### Bishōnen
Les protagonistes de yaoi sont pour leur majorité des bishōnen (美少年, beau garçon). Les bishōnen de yaoi sont des adolescents ou des jeunes hommes plus ou moins androgynes, que James Welker décrit comme un mélange des « esthètes et décadents européens du XIXe siècle », des petits chanteurs de Vienne, des célébrités androgynes telles que David Bowie, et de la figure de la bishōjo (美少女, belle fille). Il ajoute que ces bishōnen ne sont — physiquement et mentalement — ni des hommes et ni des femmes, ce sont des êtres qui vivent en dehors du « monde hétéro-patriarcal », ils appartiennent en quelque sorte à un troisième sexe. Ils sont essentiellement homosexuels, c'est-à-dire qu'ils sont romantiquement et sexuellement attirés par d'autres bishōnen, bien que ce ne soit pas toujours de façon exclusive ; ils peuvent aussi avoir des relations avec des hommes ou des femmes,.
Plusieurs mangakas et d'autres académiciens, telle Yukari Fujimoto de l'université Meiji, considèrent que les bishōnen de yaoi sont des « femmes dans des corps d'hommes », et sont la continuation des femmes travesties en hommes des shōjo mangas telles que Saphir de Princesse Saphir ou Oscar de La Rose de Versailles,, directement inspirés des otokoyaku de la revue Takarazuka. Ce « travestissement » permet aux femmes d'échapper à la relation hétérosexuelle qui est perçue comme violente et effrayante, assimilable à un viol ou à du masochisme, où la femme y est systématiquement la victime. Les relations entre bishōnen sont au contraire « sans-danger » et « pures », ce qui permet aux femmes d'expérimenter le sexe en toute sécurité.
Cette vision des bishōnen comme étant des « femmes dans des corps d'hommes » fait que ces yaoi ne cherchent aucunement à décrire l'homosexualité masculine, et qu'au contraire, ils autorisent une lecture lesbienne. James Welker compare ainsi les bishōnen à la définition du mot « lesbienne » de la théoricienne lesbienne Bonnie Zimmerman : « elles sont des perturbatrices de l'hétérosexualité, elles incarnent une figure en dehors du patriarcat, une faille dans la dualité du genre. »

### Semeetuke

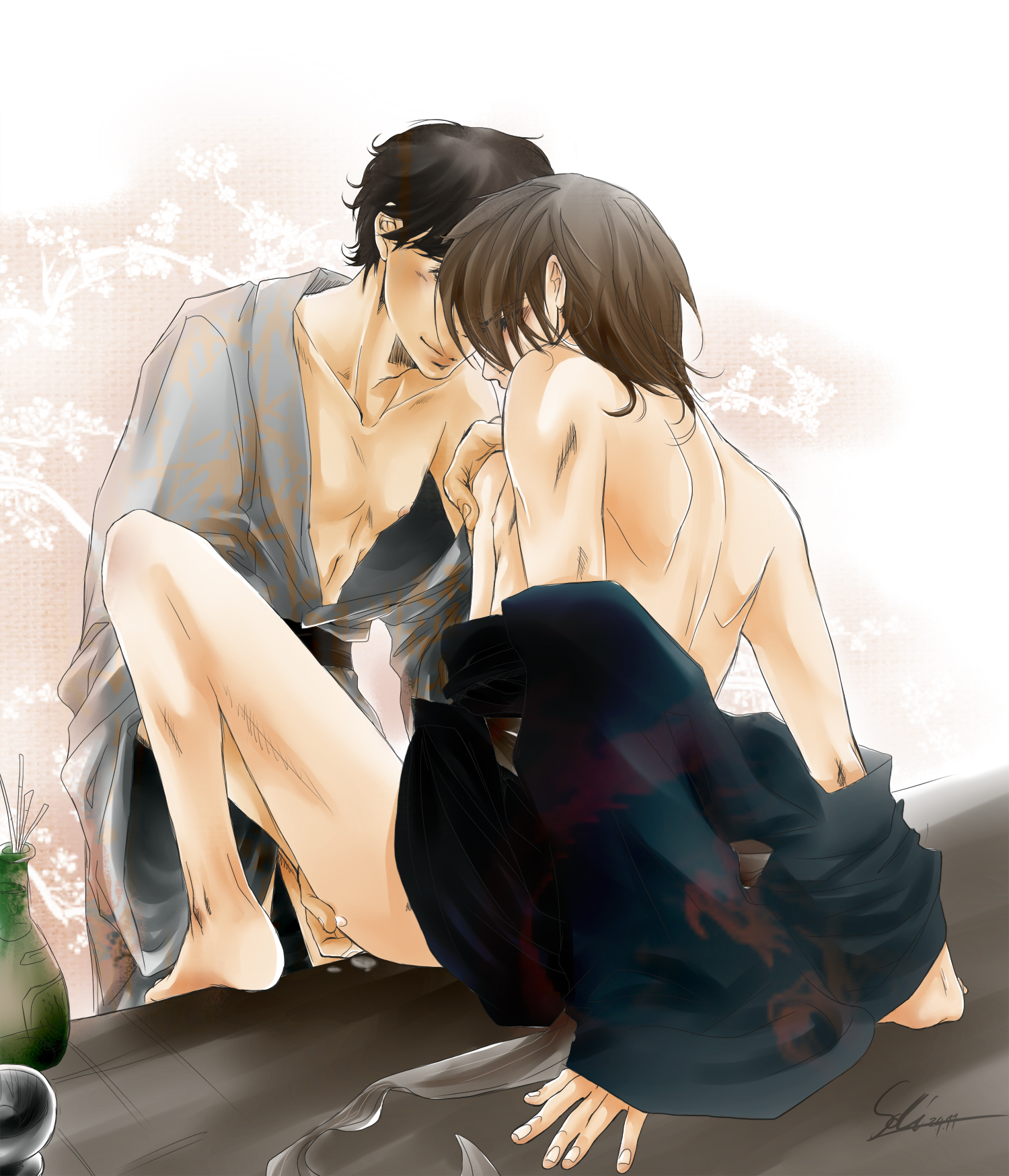
Représentation d'un couple seme (à gauche) et uke (à droite).

La dynamique entre la figure du seme et la figure du uke apparaît dans les œuvres amateurs yaoi  au cours des années 1980 avant d'être repris et généralisé par les BL commerciaux, devenant un standard du genre. Le seme désigne « l'attaquant », le membre qui domine le couple et qui lors du rapport sexuel pénètre l'autre. Le uke est quant à lui le « receveur », il est le membre dominé et qui lors du rapport sexuel est pénétré.
Ces deux termes ont été empruntés au monde du sport japonais, avec les deux verbes semeru (攻める, attaquer) et ukeru (受ける, recevoir, subir) employés dans les arts martiaux japonais. L'usage d'un tel vocabulaire peut ainsi signifier que le rapport sexuel obéit à ses propres règles et codes.
Des critiques du yaoi tels que Keith Vincent de l'université de Boston voient dans cette dynamique seme/uke un écho à la dynamique hétérosexuelle, notant que le uke est généralement efféminé, naïf, et sujet aux attentions et aux désirs des hommes autour de lui, quand le seme apparaît comme une sorte de « prince ». Il considère ainsi que la seule différence entre les romances hétérosexuelles et yaoi vient du fait que puisque les deux protagonistes sont des hommes, aucun n'est socialement bridé, notamment dans le cadre du monde du travail.
D'autres critiques, telles que la spécialiste littéraire Yōko Nagakubo récusent cette lecture hétérosexuelle de la dynamique seme/uke. Nagakubo note que si le uke est essentiellement féminin, il conserve des traits masculins, et que le seme possède lui aussi des traits tant masculins que féminins. De plus elle note que le rôle sexuel des deux membres du couple est déterminé par le contraste entre ces traits masculins et féminins, ce qui fait qu'un personnage peut être selon la situation un « prince » ou une « princesse », et que selon le partenaire, le personnage peut changer de rôle. Pour Nagabuko les caractéristiques masculines et féminines ne sont ainsi plus des contraintes imposées par le modèle patriarcal, mais deviennent des libertés, qui peuvent être explorées de différentes façons.
L'essayiste Yumiko Watanabe considère que la répartition des rôles entre le seme et le uke est soumise à trois facteurs différents : le statut social, la stature physique et la spiritualité du personnage. Ces trois facteurs permettent de jouer avec les rôles, ce qui a permis de créer de nombreux archétypes et stéréotypes, tels que le « sasoi uke » (quelqu'un de mentalement seme mais physiquement uke), le « hetare zeme » (un seme loser), le « jō uke » (un uke qui a le port d'une fière princesse), le « keigo zeme » (un seme qui s'adresse à son partenaire avec révérence), le « yancha uke » (un uke pervers), le « gekokujō » (lorsque le uke se met à dominer son seme), et d'autres encore. Tous ces archétypes et stéréotypes sont construits pour être contradictoires.
Pour Yukari Fujimoto, cette fluidité entre les genres offerte par la dynamique seme/uke permet tant à l'auteur qu'au lecteur de yaoi de « jouer avec le genre », en combinant les facteurs du genre et les dynamiques de domination comme il l'entend. Comme l'histoire se passe entre hommes et qu'il n'y a plus de différence physique entre les partenaires, l'œuvre yaoi autorise au lecteur, tant féminin que masculin d'essayer de nouvelles possibilités vis-à-vis des caractéristiques genrées traditionnelles, en s'identifiant au seme, au uke, ou en adoptant une position voyeuriste.

### Yaoietslash
Une part importante des yaoi amateurs consiste en des fanfictions où une relation amoureuse ou sexuelle entre deux personnages masculins est imaginée. Cette pratique de « mise en couple » du yaoi est l'équivalent du slash pratiquée en Occident, si bien que les deux pratiques sont aujourd'hui généralement confondues.
La création du yaoi commence par la recherche du moe, une réponse affective pour un personnage fictionnel, ou dans le cas du yaoi, une réponse affective sur la relation partagée entre deux personnages. Le terme « personnage » est relativement large : il concerne aussi bien des personnages de fictions existantes, des personnalités réelles ou des personnes de l'entourage du créateur de yaoi qui ont été « fictionnalisées », ainsi que des représentations anthropomorphiques d'objets, de plantes, d'animaux ou même de concepts. Si à peu près n'importe quoi peut être moe, généralement seul ce qui est originaire d'une fiction ou ce qui est lié aux fictions est sujet au moe, une personne réelle doit quant à elle être réappropriée par le créateur comme un personnage fictionnel avant de pouvoir être moe. Par ailleurs les personnages réellement gays sont généralement jugés peu intéressants et rarement sujet au moe.
Lorsque le moe est établi entre deux personnages, la fantaisie peut commencer. Cette fantaisie consiste principalement à « jouer avec la sexualité » et « jouer avec le genre » selon les modalités de la dynamique entre seme et uke.

### Thématique du viol
Lors du premier rapport sexuel entre un  seme et un uke, il n'est pas rare que ce dernier soit relativement violent, le seme forçant le uke, ce qui s'apparente à un viol. Pour autant le uke finit par répondre positivement au rapport sexuel et atteint la jouissance. Aux yeux des auteurs et des lecteurs japonais ce « viol apparent » est en fait l'expression la « plus brute du désir et des sentiments » que le seme a pour le uke. Cette dynamique et cet acte du viol est similaire aux situations que l'on retrouve dans les shōjo mangas érotiques et pornographiques hétérosexuels, où le personnage féminin est elle aussi régulièrement violée par le personnage masculin. Rare  est l'apparition de scènes de viol "réalistes" où les victimes ont des répercussions psychologiques suivant les actes qu'elles ont subis. Under Grand Hotel, une histoire qui se passe dans une prison, est une des œuvres qui mettent en scène l'acte violent qu'est le viol. La victime/le uke s'y fait violer à maintes reprises par son "amoureux"/seme.

## Histoire

### Avant 1970: les prémices duyaoi
La pratique de l'homosexualité tant masculine que féminine ainsi que la mise en valeur de l'androgynie ont été historiquement et traditionnellement acceptées au Japon, notamment dans la classe des samouraïs, au sein des établissements bouddhistes ou encore dans l'environnement autour du théâtre kabuki,. Mais au cours de l'ère Meiji (1868-1912) le pays s'ouvre au monde occidental, et entre autres choses il importe la sexologie hollandaise qui considère l'homosexualité comme une pathologie, ainsi que le concept de « l'amour romantique » (attraction spirituelle entre un homme et une femme) qui n'existait jusqu'à présent pas dans la conscience japonaise. Cette nouvelle notion de l'amour, nommée ren'ai, remplace rapidement les autres formes d'amour qui existaient jusqu'à présent au Japon. Ces autres formes d'amour (dont l'amour homosexuel) sont alors considérées comme « barbares » et « féodales ».
Bien que l'homosexualité devienne de plus en plus mal perçue dans la société japonaise, certains artistes continuent d'exploiter le thème, mais de façon détournée. Le plus célèbre d'entre eux dans le Japon d'avant-guerre est le peintre lyrique Kashō Takabatake qui travaille notamment pour les magazines shōnen de l'époque. Les illustrations de garçons qu'il publie pour le magazine Nihon shōnen deviennent rapidement l'image du « garçon idéal du Japon », ou bishōnen. Ce bishōnen est notamment caractérisé par ses « ambivalentes passivité, fragilité, fugacité et douceur », et est généralement représenté dans un monde homosocial, où règne une certaine tension homoérotique. La large diffusion des illustrations de Takabatake au sein du public masculin (et dans une moindre mesure féminin) homoérotisent sensiblement des environnements masculins, notamment la marine japonaise et quelques établissements scolaires, dont certains sont réputés pour leur « chasse aux éphèbes ». À leur tour ces environnements masculins homoérotiques inspirent des écrivains, dont le célèbre écrivain Mori Ōgai,.
Mari Mori, fille de Mori Ōgai et romancière, rédige une trilogie mettant en scène une histoire homosexuelle entre hommes dont le premier volume, A Lovers' Forest, est publié en 1961. Cette trilogie est généralement considérée comme l'œuvre fondatrice du yaoi, même si Mori refuse d'être considérée comme la précurseur du genre. L'auteur de yaoi Kaoru Kurimoto confesse ainsi avoir été directement inspirée par l'œuvre de Mori. L'œuvre de Mori est influencée par la littérature européenne et notamment la littérature gothique, et pose les bases de ce qui plus tard deviendra des lieux communs du yaoi, tels que l'exotisme occidental, la haute éducation et richesse des protagonistes, la différence d'âge relativement importante entre les deux membres du couple, ou encore le caractère fantaisiste voire surréaliste de l'environnement.
Du côté des mangas, des changements s'opèrent avec la naissance du genre gekiga en 1957, qui se veut plus réaliste et plus ancré dans la société japonaise. Le gekiga inspire une recherche de rapports humains plus réalistes dans le manga, ce qui ouvre la voie au traitement de la sexualité dans les œuvres non-érotiques et pornographiques. Notamment la mangaka Hideko Mizuno débute en 1969 le shōjo manga Fire! qui met en scène l'amour homosexuel masculin dans le milieu du rock américain et qui érotise ses protagonistes masculins. La même année une autre mangaka, Hiromi Minegishi, publie le manga Jūjika qui est très similaire à Fire!. Toutes les pièces sont désormais en place pour l'établissement du yaoi en tant que genre à part entière.

### 1970-90: dushōnen'aiauyaoi
Les années 1970 voient l'arrivée d'une nouvelle génération de femmes mangakas de shōjo mangas. Les plus célèbres d'entre elles sont collectivement connues sous le nom du Groupe de l'an 24. Ces dernières introduisent dans les shōjo mangas une plus grande diversité de thèmes ainsi que des intrigues et personnages plus profonds. Pour arriver à un tel résultat elles s'inspirent de la littérature, du cinéma, de l'histoire, et des mythes, qui viennent autant du Japon que de l'étranger. Deux d'entre elles, Moto Hagio et Keiko Takemiya commencent à travailler sur des histoires mettant en scène l'homosexualité masculine : le manga In the Sunroom de Takemiya est publié en 1970, suivit en 1971 par Le pensionnat de novembre de Hagio. Ces deux mangas sont considérés comme les premiers d'un nouveau genre ; le shōnen'ai.
Hagio et Takemiya continuent par la suite à créer de nouveaux mangas shōnen'ai et sont rejointes par d'autres mangakas, telles que Toshie Kihara ou encore Ryōko Yamagishi. Les deux œuvres shōnen'ai de cette époque les plus populaires sont Le Cœur de Thomas (1974-75) de Hagio et Kaze to Ki no Uta (1976-84) de Takemiya. Ces mangas shōnen'ai mettent en scène des romances tragiques entre jeunes bishōnen particulièrement androgynes et se déroulent le plus souvent dans une Europe historique et romantique,. Bien que normalement destinés aux adolescentes et jeunes femmes, ces premiers shōnen'ai attirent aussi un public masculin, ainsi que gay et lesbien,.
C'est aussi pendant les années 1970 qu'apparaissent les premiers magazines gays, dits « homo ». Le premier d'entre eux est le magazine Barazoku, publié pour la première fois en 1971. Ces magazines contiennent de nombreuses illustrations, fictions littéraires et mangas d'artistes tels que Gengoroh Tagame ou Sadao Hasegawa. Ces fictions partagent des points communs avec les shōnen'ai : les histoires sont des fantaisies peu réalistes, généralement tragiques. Mais si certaines d'entre elles reprennent le stéréotype du bishōnen similaire aux shōnen'ai, les fictions « homo » offrent une large variété de stéréotypes, avec par exemple des personnages plus virils ou plus âgés. Les fictions gays sont aussi généralement moins romantiques et plus érotiques ou pornographiques que peuvent l'être les shōnen'ai. Si ces magazines « homo » sont principalement à destination des hommes homosexuels ou bisexuels, ils attirent aussi un lectorat féminin,, notamment Takemiya s'inspire du contenu du magazine Barazoku pour créer ses mangas shōnen'ai.
En 1975 a lieu la première Comic Market, un rassemblement d'artistes amateurs, organisés en cercles dōjinshi qui produisent mangas, fictions littéraires, animes et jeux vidéo. Les adolescentes constituent la majorité des participants des premières éditions de la Comic Market, ces dernières sont surtout fans des productions (shōnen'ai ou non) du Groupe de l'an 24, mais aussi des groupes de glam rock et de hard rock occidentaux, devenus populaires chez les adolescentes à la suite des mangas tels que Fire!. Les premières productions dōjinshi sont surtout des parodies des mangas du Groupe de l'an 24 ou d'artistes et de groupes de rock tels que David Bowie, Led Zepplin ou Queen. Sous l'influence des shōnen'ai et des magazines « homo », certains dōjinshi deviennent de plus en plus homoérotiques puis ouvertement homosexuels. Par exemple un dōjinshi nommé Island publié en 1979 représente les deux membres de Led Zepplin Jimmy Page et Robert Plant en train de s'embrasser. Le terme yaoi, d'abord utilisé par certains cercles pour qualifier de façon ironique leur créations, devient associé à l'homosexualité masculine en 1979 par le cercle Ravuri qui produit le dōjinshi homoérotique nommé RAPPORI: yaoi tokushū gō.
Face au succès des shōnen'ai et premiers yaoi, des éditeurs veulent exploiter le marché en créant des magazines consacrés au genre. L'éditeur San shuppan, qui publiait déjà le magazine « homo » Sabu lance en 1978 le magazine June, suivit par le magazine Allan en 1980. Ces deux magazines se spécialisent dans la publication de shōnen'ai, qu'ils décrivent comme étant « à mi-chemin entre la littérature tanbi et la pornographie ». Ces magazines parlent dans leurs articles à la fois de l'homosexualité masculine et du rock et publient des mangas, fictions littéraires et illustrations produits à la fois par des membres du Groupe de l'an 24, des auteurs de yaoi amateurs et des artistes débauchés de magazines « homo ». Le succès du magazine June est tel que le terme June-mono ou plus simplement June commence à concurrencer le terme shōnen'ai pour décrire les fictions homosexuelles masculines,.
Deux changements majeurs s'opèrent dans le cours des années 1980 dans les shōnen'ai et yaoi : dans la scène yaoi les shōnen mangas sont de plus en plus souvent parodiés, principalement ceux du magazine Shōnen Jump. Le manga/anime Captain Tsubasa devient extrêmement populaire et illustre un changement de paradigme dans le yaoi ; l'action se déroule désormais majoritairement au Japon, et non plus en Occident. Du côté du shōnen'ai on note aussi une dé-occidentalisation des intrigues, qui deviennent plus réalistes et positives tant dans leurs contextes que leurs graphismes, avec des protagonistes plus âgés que précédemment. Banana Fish (1985-1994) d'Akimi Yoshida et Tomoi (1986) de Wakuni Akisato marquent ce changement,.

### 1990-2000: explosion duboys' loveet controverse
Le succès de plus en plus grandissant des yaoi intéresse les éditeurs de magazines, qui recrutent plusieurs auteurs de yaoi dōjinshi. Les années 1990 voient l'explosion des magazines consacrés au yaoi, ainsi entre 1990 et 1995, ce n'est pas moins d'une trentaine de magazines consacrés au yaoi qui voient le jour. Si certains magazines ont une courte existence, d'autres s'imposent, tel BExBOY qui devient l'un des principaux magazines yaoi des années 1990. Les mangas de ces magazines sont essentiellement influencés par les yaoi et les mangas tels que Banana Fish, ils s'éloignent de plus en plus des standards shōnen'ai des années 1970 et début 1980,. Ces magazines disent publier du « yaoi » ou du « boys' love », le terme « shōnen'ai » qui était déjà concurrencé par le terme « June » tombe définitivement en désuétude, notamment à cause de sa connotation pédophile, le terme « June » est lui aussi petit à petit remplacé du fait qu'il est lié au magazine éponyme. Finalement les deux termes « yaoi » et « boys' love » s'imposent sur le marché et deviennent plus ou moins synonymes,. En plus des mangas, on assiste à la multiplication des œuvres yaoi sur d'autres supports, tels que les anime, les drama CD et les light novels. C'est aussi durant cette période que les librairies japonaises commencent à créer des rayons consacrés intégralement au genre.
Dans la continuité de Banana Fish et Tomoi, de plus en plus de shōjo mangas intègrent des éléments yaoi dans leurs intrigues sans en faire le cœur de l'histoire, avec par exemple le collectif CLAMP qui publie plusieurs mangas contenant des éléments yaoi, tels que RG Veda (1990-95), Tokyo Babylon (1991-94) ou encore Cardcaptor Sakura (1996-2000). Les  shōjo mangas de CLAMP font partie des premiers mangas plus ou moins yaoi à s'exporter en Occident, et notamment en France. Si aux États-Unis les éléments yaoi de Cardcaptor Sakura ont été censurés, cela n'a pas été le cas en France.
Entre 1992 et 1996 a lieu la controverse du yaoi (やおい論争, yaoi ronsō), un important débat par essais interposés dans le magazine féministe Choisir. Ce débat oppose d'une part des militants gays et des militantes féministes, qui accusent le yaoi d'être homophobe en donnant une vision viciée de l'homosexualité masculine,, et d'être hétérosexiste en renforçant la misogynie de la société japonaise. D'autres part se trouvent des auteurs et éditeurs de yaoi, soutenus par des militants féministes et lesbiennes, qui estiment que le yaoi est une fantaisie féminine qui n'a pas pour but de décrire l'homosexualité masculine ni d'être réaliste, et présentent cette fantaisie comme un refuge face à la misogynie de la société, par ailleurs ils adoptent un discours queer de confusion des genres, sexes et sexualités et considèrent que ce sont leurs opposants qui font preuve d'hétérosexisme.
Cette controverse fait partie des premières « études du BL », un champ d'étude des sciences humaines sur le BL, qui est désormais considéré comme un pan important de la culture japonaise. Les premières études débutent en 1991 et se focalisent sur l'étude psychanalytique de la psyché féminine et sur le rapport entre les femmes et la féminité dans la société japonaise. La controverse ouvre quant à elle la voie sur l'étude du traitement des minorités dans les BL. La controverse a un impact certain sur les créateurs de yaoi : par exemple l'écrivaine Kurihara Chiyo abandonne le yaoi pour se réorienter vers la pornographie hétérosexuelle pour femme, quand d'autres autrices, comme Takamatsu Hisako ont pris en compte les arguments de leurs contradicteurs gays, afin de rendre leurs fictions plus admissibles pour un public gay.

### Depuis les années 2000: mondialisation duyaoi
La crise économique de la décennie perdue commence à toucher le secteur du manga tout à la fin des années 1990 et au début des années 2000, mais le yaoi n'est pas affecté par le phénomène de récession globale du marché, au contraire les magazines BL continuent de se développer. Les rayonnages et étages des librairies intégralement consacrés au yaoi sont eux aussi en progression, avec notamment la naissance de la otome road (乙女ロード, otome rōdo, route des filles) en 2004, une rue du quartier Ikebukuro à Tokyo, connue pour ses nombreux magasins consacrés au BL. Le lectorat masculin, jusqu'à présent minoritaire, est lui aussi en progression ; en 2008 certaines librairies estiment que leur lectorat masculin du BL se situe entre 25 et 30%.

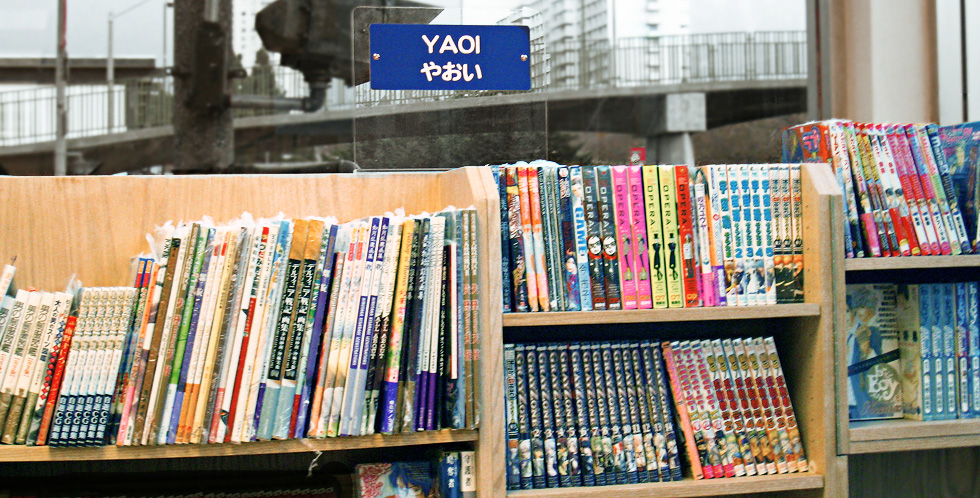
Section « yaoi » dans une librairie Kinokuniya à San Francisco.

La production du BL se développe à l'international, on parle alors de « global BL » ou de « gloBL » pour distinguer les productions non-japonaises de BL. Le mouvement commence aux États-Unis en 2001 avec l'établissement de la convention YaoiCon qui a lieu chaque année à San Francisco en Californie,. À partir de 2004 des éditeurs américains commencent à recruter des auteurs américains ou coréens afin de produire des mangas BL, tels que Yaoi Press, 801 Media, ou encore Yaoi House. Un magazine américain, nommé Yaoi Magazine débute en 2008. Le développement du marché du BL et du gloBL aux États-Unis est très rapide au cours des années 2000, avant d'accuser une stagnation à partir de 2008. Cette stagnation est attribuée à la fois à la crise économique mondiale mais aussi à l'exigence des fans : les éditeurs ne peuvent plus se contenter d'éditer le premier BL venu, ils doivent s'orienter vers des titres de qualité. Malgré cette stagnation, le marché américain continue à se développer lentement au cours des années qui suivent,.
La Corée du Sud développe aussi ses propres manhwas BL : en 2002 paraît l'anthologie YOUTH(야오이 단편집) intégralement constituée de BL, puis la manhwaga Park Hee Jung commence à intégrer des éléments yaoi dans ses manhwas, tels que Martin et John publié en 2006, et la même année paraît la série BL Crush on you de Lee Kyung Ha.
En Allemagne, les éditeurs profitent du « manga boom » que connaît le pays pendant les années 2000 pour tenter de développer la bande dessinée allemande dont le marché peine à décoller. Ainsi les éditeurs Egmont, Carlsen et la filiale allemande de Tokyopop recrutent des auteurs locaux inspirés par les mangas japonais afin de créer des mangas allemands. Les premiers mangas sont créés par des hommes et sont à destination d'un public masculin, mais ne rencontrent pas le succès, aussi les éditeurs se tournent alors vers les femmes mangakas et le lectorat féminin. Cette seconde génération de mangas allemands rencontre cette fois le succès, au point que Paul M. Malone de l'université de Waterloo compare ces femmes mangakas au Groupe de l'an 24. À l'instar du Groupe de l'an 24, ces mangakas investissent le genre du BL, qui ne rencontre aucune résistance de la part du lectorat ; le marché allemand de la bande dessinée étant déjà habitué à l'homosexualité, notamment grâce à Ralf König, l'un des rares auteurs de bande dessinée allemande ayant connu le succès, qui dépeint l'homosexualité dans ses BD depuis les années 1980. Parmi ces yaoi mangas allemands, on peut citer Shanghai Passion (2005) par Ying Zhou Cheng ou encore Stupid Story (2008-2012) par Anna Hollmann. Outre les gros éditeurs, de plus petits éditeurs se spécialisent dans le genre, tels que Schwarzer Turm, Fireangels ou The Wild Side. Ces petits éditeurs ont la particularité d'être très liés à la scène dōjinshi allemande, leurs mangakas publiant sous le pseudonyme qu'ils utilisent auprès de la communauté.
En France l'arrivée éditoriale du yaoi est plus tardive ; jusqu'au milieu des années 2000, les seuls titres disponibles sont des shôjo ou seinen comportant des romances homosexuelles sans être des yaoi au sens strict: Tokyo Babylon (paru en 1996), Zetsuai 1989 (paru en 2000 dans la collection éphémère Yahoi (sic) de Tonkam ce qui en fait de facto le premier manga paru en tant que yaoi en France), Banana Fish (paru de 2002 à 2006), New York New York (paru en 2003), MW (paru en 2004), ou Ludwig II (paru en 2004). Finalement Kizuna de Kazumi Kodaka, puis Fake et Sanami Matoh, deux manga parus dans le magazine Be X Boy au Japon, paraissent tous deux en 2004 dans la collection Boys Love de Tonkam. Gravitation paraît en 2005 chez Taifu Comics, qui est à l'époque un éditeur généraliste qui se spécialisera progressivement en yaoi. Le Jeu du chat et de la souris paraît le 24 mai 2007 chez Asuka, et obtient un grand succès, lançant définitivement la mouvance du yaoi en France. Suite à ce succès Asuka lance une collection de manga yaoi ; suite au rachat par Kazé en 2010 Asuka deviendra le nom du label yaoi de l'éditeur (jusqu'au rachat par Crunchyroll en 2022) ; c'est dans cette collection qu'est notamment édité Viewfinder. Taifu Comics de son côté finit par n'éditer plus que des yaoi (et des yuri) à l'aube des années 2010. Notons que quelques manhwa publiés dans les années 2000 à 2010 en France comportaient également des histoires homosexuelles les rapprochant du yaoi, notamment Kiss Me Princess de Kim Se Young, Coy (Crush on You) de Kyung Ha Lee, Mille et Une Nuits et Seung-Hee Han et Jun Jin-Suk, ou encore Martin & John de Park Hee Jung. 
En novembre 2016 se tient en France à Villejuif (Île-de-France) une convention sur le yaoi, rassemblant plusieurs centaines de personnes, en grande majorité des jeunes femmes. Le yaoi ne fait par exemple pas l'unanimité dans des conventions plus générales consacrées à la culture japonaise contemporaine, comme la Japan Expo.
En Suisse romande, des conventions annuelles existent depuis 2017, mises sur pied à Lausanne par l'association Yaoi Generation  et l'auteure de yaoi MRB. Elles rassemblent plusieurs centaines de personnes, surtout des jeunes femmes, mais également des hommes. Étant donné le caractère explicite des ouvrages, la convention n'est ouverte qu'aux plus de 16 ans. Des artistes internationaux et des éditeurs de yaoi sont invités à chacune de ces conventions ; comme Hamlet Machine, auteure américaine de Starfighter en 2017 et 2022, Amandine Martel, traductrice française de Manga en 2018, Creative Alchemy en 2020 et Clover Doe en 2020 et 2021. Depuis 2021, la presse suisse commence à s'intéresser au genre yaoi et aux conventions, avec des articles dans les journaux romands 24 heures, l'Illustré , La Tribune de Genève mais aussi un article en allemand dans l'hebdomadaire national Migros Magazine.

## Édition

### Japon
Alors que les mangas japonais BL ont été adaptés au cinéma et en séries télévisées depuis le début des années 2000, ces œuvres étaient commercialisées auprès d'un public cible fans de BL plutôt que vers un public général. Lorsque ces œuvres étaient adaptées pour un public général, les scènes de romance homosexuelle étaient généralement minimisées ou entièrement supprimées, comme dans l'adaptation télévisée d’Antique Bakery diffusée sur Fuji Tv en 2001. Le développement de nouvelles séries télévisées japonaises qui se concentrent explicitement sur les thèmes de la BL et de la romance homosexuelle a été stimulé par les critiques positives et du succès de la série télévisée Asahi Ossan's Love (2016), qui présente un triangle amoureux entièrement masculin comme intrigue principale. Bien qu’Ossan's Love soit une série originale, elle a influencé la création d'œuvres BL adaptées à partir de mangas qui sont commercialisées auprès d'un public de masse. Des exemples notables incluent les séries télévisées The Pornographer (2018) sur Fuji Tv, What Did You Eat Yesterday? (2019) sur TV Tokyo, et Cherry Magic! Trente ans de virginité peuvent faire de vous un sorcier! (2020) sur TV Tokyo, et l'adaptation télévisée de Le Jeu du chat et de la souris (2020).

### Global BL
Le terme Global BL, ou sa version contractée gloBL, désigne les productions BL non-japonaises, qu'elles soient professionnelles ou amateurs, et dans une moindre mesure le terme s'applique aussi à la réappropriation et l’adaptation par les éditeurs et les fans non-japonais des BL japonais.
Les gloBL reprennent la plupart des conventions des BL, notamment la dynamique seme/uke et la « mise en couple » associée, les protagonistes de type bishōnen ou encore la fantaisie du yaoi. Mais le gloBL possède aussi certaines différences avec le BL, notamment la logique de l'exotisme est inversée ; si les BL font appel à l'exotisme occidental et arabe, les gloBL font appel à l'exotisme extrême-oriental, principalement le Japon, mais aussi la Chine et la Corée.
Certaines différences entre gloBL et BL dépendent du pays : en Allemagne les auteurs de gloBL tentent de mimiquer le plus possible les mangas japonais au nom d'une « fausse authenticité » et au détriment de l'innovation. Au contraire les gloBL américains prennent des libertés par rapport aux mangas japonais, notamment le découpage des planches et le volume des textes suivent les standards des Comics, de plus les scènes de sexe des gloBL américains tendent à être graphiquement plus explicites et à moins suivre la convention seme/uke que leurs équivalents japonais. En autre différence des gloBL américains : les éditeurs pratiquent une censure en évitant des thèmes relativement courants dans les BL japonais mais qui peuvent porter à controverse en Amérique, notamment les relations incestueuses et le shotacon.
Une autre différence majeure entre les gloBL et les BL concerne le traitement de l'homosexualité et de l'identité gay en elles-mêmes. Au Japon les BL ont une relation ambiguë avec la communauté LGBT et ne cherchent généralement pas à décrire l'homosexualité masculine ou une quelconque identité gay. Ils cohabitent avec les productions de type men's love (ML), qui sont publiées dans des rayons voire boutiques différents. Au contraire, que ce soit en Amérique, en Allemagne ou même aux Philippines, les fans et éditeurs considèrent les BL et gloBL comme indubitablement gays, même s'ils connaissent la situation au Japon,,. Ainsi les fans non-japonais ont des difficultés à appréhender le fait que les bishōnen seraient des « femmes dans des corps d'hommes » ou un troisième sexe. Les gloBL philippins ont tendance à avoir des protagonistes qui s'identifient comme "gay" et qui doivent faire face à l'homophobie de la société. L'éditeur américain Yaoi Press cherche à toucher le public gay en plus du public féminin. En Allemagne l'éditeur Männerschwarm, spécialisé dans la vente de contenu LGBT, publie des productions BL au côté des productions LGBT typiquement occidentales. Et d'une façon générale, les lecteurs non-japonais de BL soutiennent les causes LGBT et sont ouverts à l'homosexualité, ce qui est loin d'être le cas au Japon. De plus les éditeurs occidentaux ne font pas de distinction entre les ML et BL : les rares ML publiés en Amérique ne sont pas publiés en tant que ML, mais en tant que BL.

#### Publications académiques
- (ja) Yukari Fujimoto, « 少女マンガにおける「少年愛」の意味 » [« Le sens des shōnen'ai dans les shōjo mangas »], ニュー・フェミニズム・レビュー, vol. 2 « 女と表現──フェミ ニズム批評の現在 »,‎ mai 1991, p. 280-284 (lire en ligne).
- (en) Mark McLelland, Male homosexuality in modern Japan : cultural myths and social realities, Richmond, Curzon, 2000, 265 p. (ISBN 978-0-7007-1300-4, OCLC 70724264, lire en ligne).
- (en) James Welker, « Beautiful, Borrowed, and Bent: “Boys’ Love” as Girls’ Love in Shōjo Manga », Signs, University of Chicago Press, vol. 31, no 3 « New Feminist Theories of Visual Culture »,‎ 2006, p. 841-870 (OCLC 437159155, DOI 10.1086/498987).
- (en) Keith Vincent, « A Japanese Electra and Her Queer Progeny », Mechademia, Université du Minnesota, no 2 « Networks of Desire »,‎ décembre 2007, p. 64-79 (ISBN 978-0-8166-5266-2, OCLC 271760622).
- (en) Mark McLelland (dir.), Japanese Transnational Fandoms and Female Consumers, Université nationale australienne, coll. « Intersections » (no 20), avril 2009 (ISSN 1440-9151, lire en ligne)
  - (en) Kazumi Nagaike, « Elegant Caucasians, Amorous Arabs, and Invisible Others : Signs and Images of Foreigners in Japanese BL Manga », dans Japanese Transnational Fandoms and Female Consumers (lire en ligne).
  - (en) Dru Pagliassotti, « GloBLisation and Hybridisation : Publishers' Strategies for Bringing Boys' Love to the United States », dans Japanese Transnational Fandoms and Female Consumers (lire en ligne).
  - (en) Ting Liu, « Conflicting Discourses on Boys' Love and Subcultural Tactics in Mainland China and Hong Kong », dans Japanese Transnational Fandoms and Female Consumers (lire en ligne).
  - (en) Paul M. Malone, « Home-grown Shōjo Manga and the Rise of Boys' Love among Germany's 'Forty-Niners'  », dans Japanese Transnational Fandoms and Female Consumers (lire en ligne).
- (en) Kazumi Nagaike, Fantasies of Cross-dressing : Japanese Women Write Male-Male Erotica, Boston, Éditions Brill, coll. « Brill's Japanese Studies Library », mai 2012, 238 p. (ISBN 978-90-04-22700-2, OCLC 794328546, lire en ligne).
- (en) Tricia Abigail Santos Fermin, « Appropriating Yaoi and Boys Love in the Philippines : Conflict, Resistance and Imaginations Through and Beyond Japan », Electronic journal of contemporary japanese studies, vol. 13, no 3,‎ octobre 2013 (lire en ligne).
- (en) Boys Love Manga and Beyond : History, Culture, and Community in Japan, Jackson, Université du Mississippi, janvier 2015, 303 p. (ISBN 978-1-62846-119-0, OCLC 878837806).
  - (en) Mark McLelland et James Welker, « An Introduction to “Boys Love” in Japan », dans Boys Love Manga and Beyond : History, Culture, and Community in Japan, p. 3-20.
  - (en) Barbara Hartley, « A Genealogy of Boys Love : The Gaze of the Girl and the Bishōnen Body in the Prewar Images of Takabatake Kashō », dans Boys Love Manga and Beyond : History, Culture, and Community in Japan, p. 21-41.
  - (en) James Welker, « A Brief History of Shōnen'ai, Yaoi and Boys Love », dans Boys Love Manga and Beyond : History, Culture, and Community in Japan, p. 42-75.
  - (en) Yukari Fujimoto (trad. Joanne Quimby), « The Evolution of BL as “Playing with Gender” : Viewing the Genesis and Development of BL from a Contemporary Perspective », dans Boys Love Manga and Beyond : History, Culture, and Community in iapan, p. 76-92.
  - (en) Kazumi Nagaike et Tomoko Aoyama, « What is Japanese “BL Studies?” : A Historical and Analytical Overview », dans Boys Love Manga and Beyond : History, Culture, and Community in iapan, p. 119-140.
  - (en) Patrick W. Galbraith, « Moe Talk : Affective Communication among Female Fans of Yaoi in Japan », dans Boys Love Manga and Beyond : History, Culture, and Community in iapan, p. 153-168.
  - (en) Hitoshi Hishida (trad. Suganuma Katsuhiko), « Representational Appropriation and the Autonomy of Desire in yaoi/BL », dans Boys Love Manga and Beyond : History, Culture, and Community in iapan, p. 210-232.

#### Publications de vulgarisation
- (ja) BLスタディーズ [« Études du BL »], vol. 39-16, Tokyo, Seidosha, coll. « ユリイカ » (no 545),‎ décembre 2007, 269 p. (ISBN 978-4-7917-0172-8, OCLC 820021104)
- Hervé Brient (dir.), Homosexualité et manga : le yaoi, Versailles, Éditions H, coll. « Manga 10 000 images » (no 1), mai 2008, 1re éd., 192 p. (ISBN 978-2-9531781-0-4, OCLC 690610651)
  - Hervé Brient, « Une petite histoire du yaoi », dans Homosexualité et manga : le yaoi, p. 5-11.
  - Peggy Sylvius, « Le yaoi en francophonie », dans Homosexualité et manga : le yaoi, p. 20-37.
  - Namtrac, « Pourquoi les filles aiment-elles le yaoi ? », dans Homosexualité et manga : le yaoi, p. 67-83.
  - Hadrien de Bats, « Le yaoi est-il gay ? », dans Homosexualité et manga : le yaoi, p. 132-144.
- (en) Robin E. Brenner et Snow Wildsmith, « Love through a Different Lens : Japenese Homoerotic Manga through the Eyes of American Gay, Lesbian, Bisexual, Transgender, and Other Sexualities Readers », dans Mangatopia : Essays on Manga and Anime in the Modern World, Santa Barbara, ABC-CLIO, octobre 2011, 254 p. (ISBN 978-1591589099, OCLC 759597788), p. 89-118.
- Hervé Brient (dir.), Le yaoi : Articles, chroniques, entretiens et mangas, Versailles, Éditions H, coll. « Manga 10 000 images » (no 1), novembre 2012, 2e éd., 256 p. (ISBN 979-10-90728-00-4, OCLC 868563909)
- (ja) BLオン・ザ・ラン! [« Le BL est dans la course ! »], vol. 44-15, Tokyo, Seidosha, coll. « ユリイカ » (no 620),‎ décembre 2012, 245 p. (ISBN 978-4-7917-0247-3, OCLC 820021104)
- Yukari Fujimoto, « La culture « boys’ love » changera-t-elle les  sociétés japonaise et asiatique ? », sur Nippon.com, 22 septembre 2020 (consulté le 24 septembre 2020).